# NV (motorfordon)
NV var ett motorcykelmärke som skapades av AB Nymans Verkstäder, grundat 1873 i Uppsala. Företaget var från 1947 känt under namnet Nymanbolagen AB och slogs 1960 samman med AB Cykelfabriken Monark i Varberg. Ett flertal mc-modeller monterades med DKW-motorer. NV kom även att säljas med andra varumärken på tanken. Det inkluderade Tiger, Blixt och Komet.

## Historia
Företagets försäljning och agentur av motorcyklar varade från 1903 och in på 1920-talet.
NV-märket användes mellan 1927 (producerat från 1926) och 1958. Den egna produktionen inleddes med Eibermotorn, tillverkad av Svensk Motorindustri i Örkelljunga.
1958–1959 började Nymanbolagen använda Crescent-märket på sina tävlingsmotorcyklar istället för NV. Monarks uppköp av Nymanbolagen 1960 fick som följd att motorcykeltillverkningen i Uppsala upphörde.
En av de sista modeller som byggdes i Uppsala var NV/Crescent 24 Jet Crosser. Vid Monarks fabrik i Varberg kom Monarks 125-kubikare att även förses med Crescent-märket. Eget gemensamt motorcykelmärke, MCB, kom också att användas på det sammanslagna bolagets motorcyklar. Crescent-märket marknadsfördes starkt av Monark, och vid 1960-talets slut byggde Billy Andersson och Agne Carlsson varsin TT-motorcykel med en Crescent 500 cc båtmotor som drivkälla. 1967 körde körde engelsmannen Eric Parkinson sidvagns-TT med Crescents båtmotor i ramen. Bland annat deltog Parkinson på Isle of Man med sitt ekipage. Schweizaren Rudi Kurth använde sig också av Nymans utombordsmotorer (500 cc) i sina TT-motorcyklar, vilka kördes i solo- respektive sidvagnsklassen.
Flera kända mc-förare har kört på NV eller Crescent. Detta inkluderar "Orsa" Bohlin och Bill Nilsson.